# Дзёо (Камакура)
Дзёо или Тэйо (яп. 貞応 дзё:о:, тэйо:) — девиз правления (нэнго) японского императора Го-Хорикава, использовавшийся с 1222 по 1224 год .

## Продолжительность
Начало и конец эры:
- 13-й день 4-й луны 4-го года Дзёкю (по юлианскому календарю — 25 мая 1222);
- 20-й день 11-й луны 3-го года Дзёо (по юлианскому календарю — 31 декабря 1224).

## Происхождение
Название нэнго было заимствовано из классического древнекитайского сочинения Книга Перемен:「中孚以利貞、乃応乎天也」.

## События
даты по юлианскому календарю
- 1222 год (2-й год Дзёо) — приняты правила относительно зарплат «земельных управляющих» — дзито;
- 19 июля 1223 года (20-й день 6-й луны 2-го года Дзёо) — Ходзё Токимаса заново отстроил храм Асама (яп. 浅間神社) у подножия горы Фудзияма в провинции Суруга[5];

## В литературе
- События 1223 года описаны в произведении «Записки о Приморском тракте» (Кайдоки)[6].

## Сравнительная таблица
Ниже представлена таблица соответствия японского традиционного и европейского летосчисления. В скобках к номеру года японской эры указано название соответствующего года из 60-летнего цикла китайской системы гань-чжи. Японские месяцы традиционно названы лунами.
| 1-й год Дзёо (Водяная Лошадь)      | 1-я луна        | 2-я луна*  | 3-я луна  | 4-я луна* | 5-я луна  | 6-я луна* | 7-я луна* | 8-я луна               | 9-я луна*   | 10-я луна  | 11-я луна  | 12-я луна*    |                |
| ---------------------------------- | --------------- | ---------- | --------- | --------- | --------- | --------- | --------- | ---------------------- | ----------- | ---------- | ---------- | ------------- | -------------- |
| Юлианский календарь                | 13 февраля 1222 | 15 марта   | 13 апреля | 13 мая    | 11 июня   | 11 июля   | 9 августа | 7 сентября             | 7 октября   | 5 ноября   | 5 декабря  | 4 января 1223 |                |
| 2-й год Дзёо (Водяная Коза)        | 1-я луна        | 2-я луна   | 3-я луна* | 4-я луна  | 5-я луна* | 6-я луна  | 7-я луна* | 8-я луна*              | 9-я луна    | 10-я луна* | 11-я луна  | 12-я луна*    |                |
| Юлианский календарь                | 2 февраля 1223  | 4 марта    | 3 апреля  | 2 мая     | 1 июня    | 30 июня   | 30 июля   | 28 августа             | 26 сентября | 26 октября | 24 ноября  | 24 декабря    |                |
| 3-й год Дзёо (Деревянная Обезьяна) | 1-я луна        | 2-я луна   | 3-я луна* | 4-я луна  | 5-я луна  | 6-я луна* | 7-я луна  | 7-я луна* (високосная) | 8-я луна*   | 9-я луна   | 10-я луна* | 11-я луна     | 12-я луна*     |
| Юлианский календарь                | 22 января 1224  | 21 февраля | 22 марта  | 20 апреля | 20 мая    | 19 июня   | 18 июля   | 17 августа             | 15 сентября | 14 октября | 13 ноября  | 12 декабря    | 11 января 1225 |

* звёздочкой отмечены короткие месяцы (луны) продолжительностью 29 дней. Остальные месяцы длятся 30 дней.